# Менотти, Сесар Луис
Се́сар Луи́с Мено́тти (исп. César Luis Menotti; 5 ноября 1938, Росарио, Санта-Фе — 5 мая 2024, Буэнос-Айрес) — аргентинский футболист и футбольный тренер.

## Биография

### Игровая карьера
Менотти родился и вырос в городе Росарио. Он выступал за местные юношеские команды и был замечен агентом клуба «Росарио Сентраль». Обучаясь в университете, Сесар выступал за клуб в юношеских турнирах. Окончив высшее учебное заведение с дипломом химика-технолога, Менотти подписал профессиональный контракт. За свою игровую карьеру Сесар также выступал за «Расинг», «Бока Хуниорс», американский клуб «Нью-Йорк Дженералз», бразильский «Сантос» (где в то время выступал Пеле). Также привлекался в национальную сборную.
Завершил свою карьеру в 1969 году в Бразилии в клубе «Жувентус». Игра полузащитника Менотти запомнилась изяществом и низкой эффективностью.

### Тренерская карьера
По завершении карьеры футболиста Менотти со своим другом тренером Мигелем Хитано Хуаресом поехал на чемпионат мира 1970 года в Мексику. Игра сборной Бразилии с Пеле впечатлила Менотти, и он решил сам стать тренером.
После работы в «Ньюэллс Олд Бойз», Сесар Луис Менотти принял «Уракан», с которым добился первого серьёзного успеха в своей тренерской карьере — победы в Метрополитано 1973.
В 1974 году Менотти получил предложение сменить Владислао Капа во главе национальной сборной страны.
Первый турнир для нового главного тренера «альбиселесты» сложился неудачно. Ведущие клубы страны, «Ривер Плейт» и «Бока Хуниорс», запретили вызывать своих игроков в сборную, и аргентинцы не смогли преодолеть групповой раунд Кубка Америки 1975. При подготовке к домашнему чемпионату мира 1978 Менотти учел саботаж столичных грандов и сделал ставку на представителей провинциальных клубов из Санта-Фе и Кордовы, а также легионеров. Отдельных игроков столичных клубов Менотти всё же включил в состав сборной, а при сокращении расширенного списка из 25 фамилий до окончательной заявки из 22 игроков среди исключённых оказался 17-летний Диего Марадона.
Сборная Аргентины выиграла чемпионат, одержав шесть побед в семи матчах турнира. В конце 1978 года при обсуждении нового контракта Менотти добился улучшения финансовых условий.

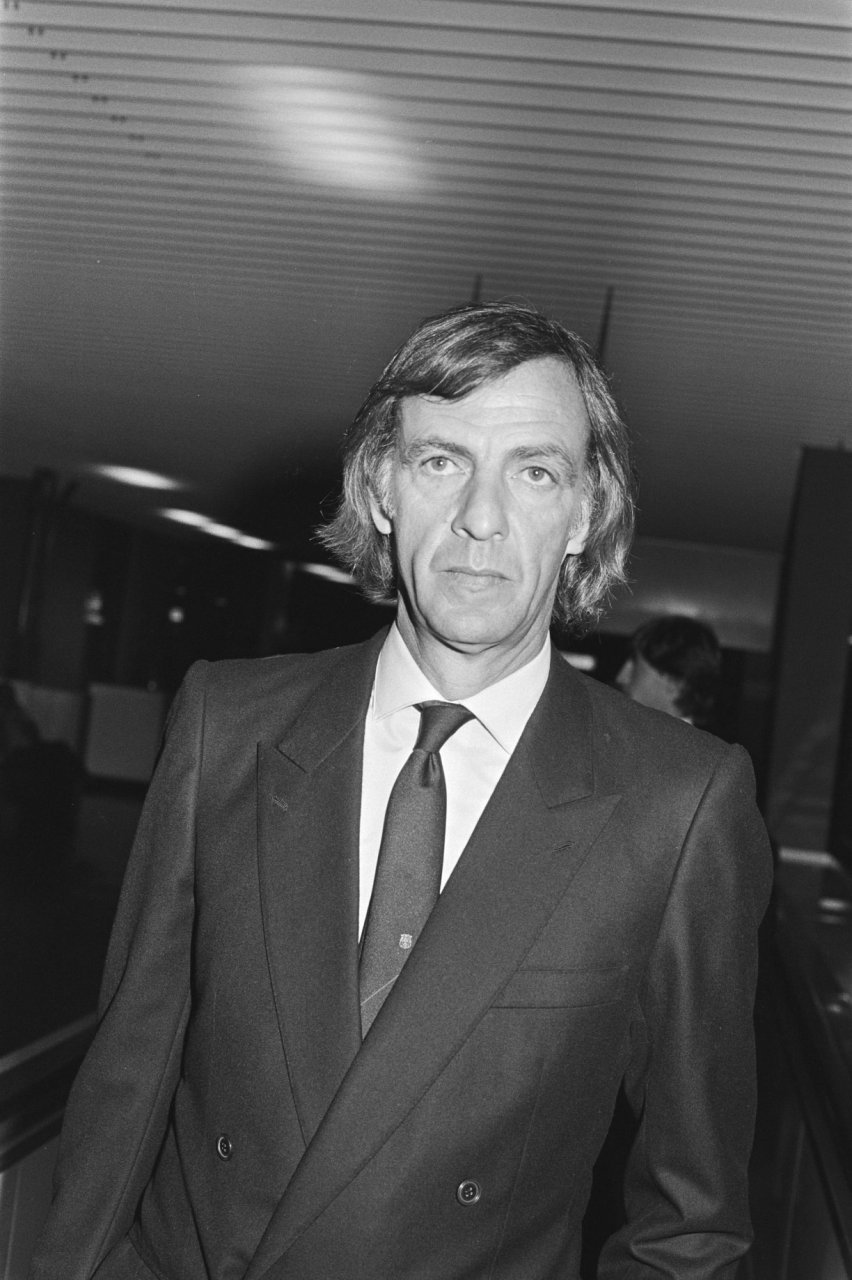
Менотти в октябре 1983

В 1979 году Менотти просмотрел на победном для аргентинцев молодёжном чемпионате мира в Японии Диего Марадону. В том же году аргентинцы в очередной раз провалились на Кубке Америки, заняв в своей группе последнее место.
Подбирая состав к чемпионату мира 1982, Менотти решил не менять чемпионскую защитную линию и омолодил атаку Хуаном Барбасом, Рамоном Диасом, Хорхе Вальдано и Диего Марадоной. За несколько дней до начала мундиаля Аргентина потерпела поражение в Фолклендской войне, что сказалось на моральном духе футболистов. Команда потерпела три поражения в пяти матчах и не пробилась в плей-офф.
В 1983 году Менотти покинул свой пост. Его преемником стал Карлос Билардо.
После ухода из сборной Менотти возглавил испанскую «Барселону», где в то время выступал Диего Марадона. По окончании сезона-1983/84 Сесар Луис покинул клуб: «Моя мама умерла, в Аргентину вернулась демократия, и я чувствовал, что должен отправиться домой. Я пообедал с Нуньесом, он мне дал пустой чек и сказал, что игроки хотят, чтобы я остался. Я сказал, что ничего не хочу».
С тех пор он совмещал работу тренера с чтением лекций. Последним местом его работы стал мексиканский «Текос УАГ», из которого Менотти ушёл 6 января 2008 года после конфликта с президентом клуба по поводу продажи Эммануэля Вильи в «Дерби Каунти» без согласия главного тренера.
Умер 5 мая 2024 года от тяжёлой формы анемии, с которой он был госпитализирован в частную больницу в Буэнос-Айресе 30 марта, в возрасте 85 лет.